# Ruusani csata
A ruusan-i csata egy kitalált történelmi esemény a Csillagok háborúja kiterjesztett univerzumában, a Ruusan csillagrendszerben. Maga az esemény hét nagy csatából állt, melyek közül a legpusztítóbb az utolsó volt, ami egyben az Új Sith Háborúk lezárását is jelentette. Az utolsó csata a Jedik győzelmével zárult.

## Előzmények
Ezer évvel a yavini csata előtt zajlott az úgy nevezett Új Sith Háború, ami lényegében nem volt más, mint a Jedik és a Sithek közti, Exar Kun óta meglévő konfliktusnak a felerősödése. A számtalan bolygón és csillagrendszerben megvívott összecsapások akkor terebélyesedtek ki totális háborúvá, amikor a három leghatalmasabb Sith Nagyúr, Kaan, Qordis és Kopecz összefogtak, és megalapították a Sötét Testvériséget. A Testvériséget Kaan vezette, aki az összes csatlakozó Sithnek megadta a Sith Sötét Nagyura címet, ezzel de jure egyenlővé tette őket, így szüntetve meg az ellenségeskedést a Sith Renden belül. Ezután Qordis látott hozzá az ősi Sith tudás alapján való utánpótlás-képzésnek, és Sith akadémiákat állított fel a Korribanon, a Dantuinon és a Yavinon is.
A Sötét Testvériség főként a külső rendszerekből toborozta katonáit, és főként itt talált gazdasági támogatásra is. A Köztársaság beszorult a belső, ám gazdaságilag jóval fejlettebb belső rendszerekbe. Kaan célja az volt, hogy csapást mérjen Coruscantra, és ezzel ellehetetlenítse a Köztársaságot. Ennek a tervnek volt stratégiai fontosságú pontja az amúgy jelentéktelen Ruusan rendszer, mivel épp a két fél területének határán feküdt.

## Az Első Ruusan-i Csata
A Köztársaság létesített először támaszpontot a Ruusanon, azzal a céllal, hogy támogatást nyújtson a Kashyyykon harcoló csapatainak. A Sith flotta Khaan és Kopecz vezetésével váratlanul tört rá a köztársasági erőkre, és rövid ideig úgy tűnt, győzedelmeskednek, ám az egyik köztársasági cirkálón tartózkodó Jedi Mester, harci meditációval  segítette a köztársasági katonákat, így a Sithek kezdtek vissza szorulni. Ez ellen lépett Kopecz, és behatolva az ellenséges hajóra, végzett a Jedivel. Ezután a Sith erők könnyedén elsöpörték a maradék ellenállást, és elfoglalták a bolygót.

## A Második Ruusan-i Csata
Ruusan elfoglalása nagy pánikot okozott a Köztársaság hadvezetésében, és szinte minden elérhető egységet a rendszer visszafoglalására indítottak, de a kapkodva előkészített támadást a Sith flotta visszaverte.

## A Harmadik Ruusan-i Csata
E csatában léptek be először a háborúba nagy tömegben Jedik, méghozzá a Hoth tábornok által szervezett és irányított Fény Hadserege. Kihasználva, hogy Kaan erőit a Bormea szektor elfoglalására korábban átvezényelte, Hoth megtámadta a hátrahagyott erőket, és elfoglalta a Ruusant.

## A Negyedik Ruussan-i Csata
Az ütközet a Ruusan felszínén zajlott. A Fény Serege Lord Gale és Kiel Charny tábornok vezetésével kiiktatta az ágyúkat, melyek a sith tábort védelmezték. Ez tette lehetővé, hogy a következő reggel a jedik megtámadják a tábort. A csatában Gale életét vesztette.

## Az Ötödik Ruusan-i Csata
A Gale és Charny tábornokok által vívott előző csata készítette elő ezt a támadást, melyben a jedik fényes győzelmet arattak a sithek fölött, és beszorították őket a táborukba. A csata végén érkezett a Ruusanra Darth Bane (akit korábban Kaan megpróbált megmérgeztetni), azzal a szándékkal, hogy elpusztítsa a Sötét Testvériséget.

## A Hatodik Ruusan-i Csata
Bane javaslatára a sith sereg elterelő támadást hajtott végre a jedik ellen, amíg a sith lordok egy meditációs körben pusztító erőhullámot szabadítottak el Bane irányításával a ruussani erdőkben rejtőző jedi-tábor és a csatatér ellenében. Azonban Kaan a teljes siker elérése előtt megszakította a szertartást, és személyes támadásra adott parancsot a többi sithnek, a saját vezetése alatt. Még így is sikerült volna megsemmisítenie a jediket, ha Bane, Kaan iránti megvetésében nem éri el (a Ruusan blokádját fenntartó sith flottát szándékosan a várakozó jedi-flotta megtámadására utasította, pedig erre az alkalmatlan volt), hogy a jedik erősítése, Valenthyne Farfalla tábornok vezetésével megérkezzen, és visszaverje Kaan támadását.

## A Hetedik Ruusan-i Csata
E csatát Kaan Bane terve és javaslata alapján, elterelésként kezdte meg, mivel korábban Bane "ajándékba" adott neki egy hatalmas és pusztító fegyvert, mellyel végleg leszámolhat a jedikkel. A csata során a sith gyalogság támadást intézett a már jelentős túlerőben lévő jedi erők ellen, mialatt a sith nagyurak és úrnők a közeli hegyek egyik barlangjába vonultak, hogy megvalósítsák Bane fegyverét, a Gondolatbombát. Bane-nek természetesen esze ágában sem volt velük tartani, mert jól tudta a Gondolatbomba milyen hatással jár majd. Baljós sejtései voltak Kopecznek is, ezért ő inkább a gyalogsággal tartott, s harcba esett el, Farfalla keze által. Ő értesítette a jediket is Kaan szörnyű tervéről. A Gondolatbombáról értesülve Hoth tábornok 100 önként jelentkező jedivel Kaan nyomába eredt a barlangokban, ám mikor elérték a sitheket, Kaan felrobbantotta a Gondolatbombát és mindannyian, az összes sith és jedi meghalt. Így ért véget a Ruusanért folyó küzdelem, és vele az „Új sith háború”.

## Utóhatása
Mindenki úgy gondolta, hogy a Gondolatbomba hatására minden sith elpusztult, ám ez nem így volt. Darth Bane, akinek kezdettől fogva a Sötét Testvériség elpusztítása volt a terve, életben maradt, sőt váratlan ajándékként szert tett a Sötét Oldal felemelkedéséről szőtt tervének utolsó és legfontosabb elemére is: egy tanítványra. Ezzel megszületett a Kettő Törvénye, és innentől csak két Sith létezett a galaxisban: egy mester és egy tanítvány. Ez így is maradt Darth Krayt, a sithek Sárkányának koráig.
A hetedik csata következményeként befejeződött a háború, a sithek különböző csapatait, vezetésük híján, a köztársasági és jedi egységek hamar felszámolták. Azonban, úgy gondolván, hogy Hoth tábornok szörnyű áldozatával Kaan és az összes sith elesett, nem vettek tudomást azokról a zavaros szóbeszédekről, amik egy, a Ruusan felszínét járó rejtélyes sith harcosról szóltak, nem sokkal a csata utánról.